# Slackware
Slackware est une distribution GNU/Linux qui, à la différence d'autres distributions populaires, a longtemps été maintenue par une seule personne. Elle est connue pour suivre au mieux la « philosophie Unix » et rechercher la stabilité des applications.
Slackware est un jeu de mots avec software, slack signifiant relâché dans le sens mou ou molasson ici mis en regard de soft signifiant mou ou doux. Slackware devient par là même une sorte d'objet de « glanderie ». À noter : software était déjà un jeu de mots avec hardware.

## Philosophie et développement
La Slackware se veut être une distribution légère, rapide, et sans fioritures. Elle se démarque par une procédure d'installation en mode semi-graphique, un système de paquetages logiciels composé simplement d'archives tarballs sans gestion des dépendances, ainsi que par un processus de démarrage reposant sur un ensemble de scripts aisément modifiables « à la main » (elle ne dispose d'ailleurs pas d'un logiciel de configuration centralisée). De par ces caractéristiques, elle est fort appréciée sur les serveurs.[réf. nécessaire]
Contrairement à Mint ou Ubuntu, c'est une distribution plutôt réservée aux « initiés », la simplicité d'utilisation n'est pas le premier objectif de Slackware. 
Slackware utilise une procédure d'initialisation proche de celle des BSD, mais compatible avec celle de System V.

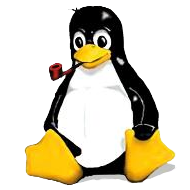
Mascotte

C'est également la plus vieille distribution encore en activité, ayant été pendant bien longtemps l'œuvre de Patrick J. Volkerding. Au fil des années, il accepta l'aide de quelques contributeurs (Robby Workman, Eric Hameleers, Piter Punk, Stuart Winter, David Cantrell, Chris Lumens) afin de l'aider dans le développement (aussi à cause d'une maladie qui l'empêcha de contribuer pleinement à Slackware durant l'année 2005). Bien que longtemps maintenue par une seule personne, la distribution est toujours mise à jour et largement utilisée aujourd'hui, et a servi de base à plusieurs projets dérivés.
La slackware-current est la version courante, c’est-à-dire la version disponible entre la version stable déjà publiée et celle à venir. Elle n'est donc pas recommandée pour la production.

## Gestionnaire de paquets
Slackware inclut son propre gestionnaire de paquets: pkgtool, permettant d'installer, désinstaller, mettre à jour, extraire dans le répertoire courant et créer des paquets. Chacune de ces fonctions est remplie par un script bash utilisable par l'interpréteur de commandes. Le gestionnaire pkgtool fournit également un environnement en mode texte pour effectuer ces opérations.
Les paquets sont de simples archives tar compressées avec gzip, bzip2 ou xz. Depuis le 8 mai 2009, les paquets distribués officiellement sont compressés avec xz (format xz).

## Historique

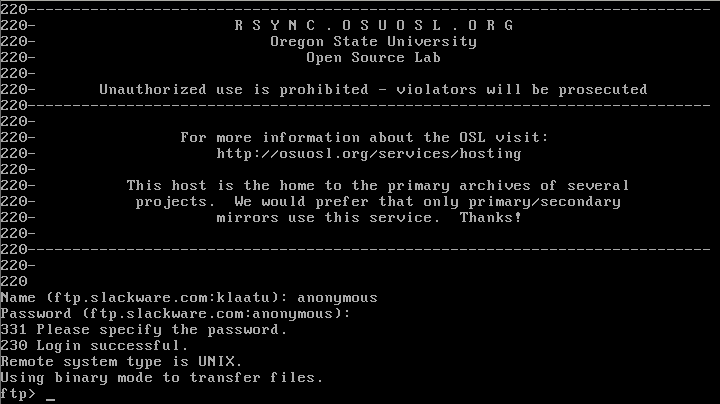
Capture d'écran de Slackware 1.01

La première version, la 1.00, est sortie le 16 juillet 1993, Patrick J. Volkerding en est l'auteur. Slackware a célébré son dixième anniversaire le 17 juillet 2003. Elle a été historiquement une des premières permettant de faire tourner Linux in situ depuis un CD-ROM, dès 1995.
En 1999, Slackware est passée de la version 4 à la version 7 directement. À cette époque, la plupart des autres distributions Linux avaient des numéros de versions proches de 6. Pour éviter que les nouveaux utilisateurs puissent croire que Slackware avait trois versions de retard sur le reste du monde Linux et ne posent constamment la question dans les forums, Patrick Volkerding a décidé d'augmenter artificiellement le numéro de version.
L'environnement de bureau GNOME a été retiré de la distribution le 26 mars 2005 lors du développement de Slackware 10.2. La préparation et l'empaquetage de GNOME nécessite en effet plus d'efforts que pour d'autres environnements de bureau comme KDE ou Xfce. De plus, il existait déjà des projets fournissant GNOME pour Slackware qui étaient plus complets que ce que fournissait la distribution officielle. Patrick Volkerding conclut cette annonce en espérant que ce changement améliore Slackware ainsi que la qualité et la quantité des possibilités d'installation de GNOME pour Slackware.
Depuis sont apparues plusieurs distributions de GNOME disponibles : GNOME SlackBuild, dropline GNOME, GWARE, Gslacky, buildbot.
Slackware n'a définitivement adopté la série 2.6 du noyau Linux que très tardivement. Bien qu'un noyau 2.6 soit fourni depuis la publication de Slackware 10.0 en 2004, celui-ci ne sera le noyau par défaut (et exclusif) qu'à partir de Slackware 12.0 en 2007.
Le 19 mai 2009 apparaît la branche officielle de développement pour architecture x86-64. La version stable 13.0 est la première à supporter officiellement cette architecture.
D'autres distributions fondées sur Slackware avaient auparavant été créées avec pour but de fournir aux utilisateurs une Slackware supportant les jeux d'instruction 64 bits.
Au 27 août 2009, la version stable est la 13.0 ; elle comporte GCC 4.3.3, le noyau Linux 2.6.29, KDE 4.2.4, Xfce 4.6.1, Xorg 7.3.0+, SeaMonkey 1.1.13 et tous les utilitaires habituels. La version 13.37 est sortie le 27 avril 2011. La version 14.0 est sortie le 28 septembre 2012 avec notamment le noyau Linux 3.2.29 et Firefox 15.0.1. La version 15.0 est sortie le 2 février 2022.

## Mode de distribution
Slackware est distribuée sur six CD ou un DVD. Les trois premiers CD contiennent les paquets et les trois derniers contiennent les sources qui ont permis de les construire. Le DVD contient l'ensemble de la distribution.
Ils sont disponibles sur le magasin en ligne de Slackware ainsi qu'au téléchargement sur plusieurs miroirs et par bittorrent. Les versions vendues et téléchargées sont identiques.

## Liste de distributions et projets basés sur la Slackware

### Distributions

#### Dérivées pour Intel (x86)
- Absolute Linux (en) - Distribution Allemande destinée aux vieux PC.
- Blin - Distribution ukrainienne.
- Burapha Gnu/Linux - Distribution thaïlandaise développée par une équipe de l'université de Burapha.
- CEMF - Distribution brésilienne qui opère directement de dedans une partition ou installation Windows.
- College - Distribution suisse qui prétend se fonder sur Debian, mais dont le management des paquets est en .tgz ; la distribution est devenue un LiveCD.
- Cytrun - Distribution brésilienne développée afin d'augmenter les niveaux de sécurité des serveurs.
- Darkstar - Distribution roumaine.
- HostGIS - Distribution américaine, spécialement développée pour opérer des serveurs web cartographiques GIS.
- iWhaX - Distribution américaine orientée vers la sécurité et les réseaux ; c'est l'ancienne WhaX.
- JoLinux - Distribution brésilienne compilée avec le noyau Linux de la branche 2.6 par défaut.
- KateOS (en) - Distribution polonaise développée par Damian Rakowski.
- Kinux - Distribution brésilienne.
- NetSecL - Distribution axée sur la sécurité.
- NimbleX - Distribution roumaine développée par Bogdan Radulescu.
- OpenLAB - Distribution sud-africaine, destinée à l'enseignement dans les écoles et les facultés ; en dehors de l'Afrique du Sud, elle est adoptée en Namibie et en Allemagne ; c'est la distribution pour laquelle les logiciels EduKar, OpenBook et ZybaCafe ont été développés ; il y a aussi un LiveCD qui peut être téléchargé librement, mais l'ensemble de 4 CD / 1 DVD et les logiciels externes sont chargés.
- Platypux - Distribution GNU/Linux d'origine française, appartenant à la famille Slackware. Il s'installe à partir du Live-DVD.
- Polux (anciennement P!tux) - Distribution française pouvant être installée sur des vieux ordinateurs, c'est l'ancien Drinou Linux.
- PC Master - Distribution brésilienne.
- Plamo - Distribution japonaise en langue japonaise pour faciliter le « slackage » des utilisateurs japonais.
- pQui - Distribution brésilienne pour les ordinateurs de bureau.
- Revanche - Distribution brésilienne dérivée simultanément de Slackware et de Fedora.
- RFS - Distribution brésilienne.
- RIP (Recovery Is Possible) - Distribution américaine implémentée pour la récupération de données.
- Root - Distribution suédoise développée par John Eriksson.
- RUNT (ResNet USB Network Tester) - Distribution Linux américaine développée par une équipe de l'université de Caroline du Nord pour être installée dans des clés USB ainsi que sur des disquettes qui interagiront ensemble ; la distribution est orientée vers les tests de réseaux et de portails USB.
- Salix - Distribution plutôt européenne, 100 % compatible Slackware.
- SauverOS - Distribution indienne développée par Maulik Gordhandas.
- Tukaani - Distribution finlandaise dont le point fort est la gestion de paquets à travers son installeur pkgtools et de son compacteur et démarreur LZMA : ils compatibilisent des paquets aux formats .tgz, .tbz, .tlz et .tar.
- VectorLinux (en) - Distribution canadienne développée par Robert S. Lange ; elle se présente comme une excellente alternative pour donner de nouveaux usages à de vieux PC.
- Volta[23] - Distribution italienne 100 % compatibilisée de double gestion de paquets : pkgtool de Slackware pour le système et pkgsrc de NetBSD pour les applications ; en d'autres termes, avec Volta Linux, on a pratiquement une Slackware et un NetBSD fonctionnant dans un même système d'exploitation.
- ZenServer - Distribution française pour les serveurs, basée sur Zenwalk.
- Zenwalk - Distribution française développée par Jean-Philippe Guillemin, elle contient des améliorations telles qu'un noyau 2.6 et le support de Reiser4. Cette distribution est optimisée pour le multimédia, le développement et la bureautique ; c'est l'ancienne MiniSlack.

#### Dérivées pour AMD64
- Salix OS (en) - Distribution plutôt européenne, 100 % compatible Slackware.
- VectorLinux (en) - Distribution canadienne développée par Robert S. Lange ; elle se présente comme une excellente alternative pour donner de nouveaux usages à de vieux PC.
- Slackware64 - Distribution officielle, depuis la version 13.0 (en date du 27 août 2009) un portage officiel sur l'architectures X86_64 est disponible.
- Slamd64 - Distribution britannique, portage sur l'architecture AMD 64 bits (AMD64 ; x86 64).
- Bluewhite64 - Distribution roumaine, portage sur l'architecture AMD 64 bits (AMD64 ; x86 64) ; disposée en forme de LiveCD installable et de DVD d'installation.

#### Dérivées pour ARM
- Slackware ARM, anciennement nommée ARMedslack - Distribution américaine portée sur l'architecture ARM.

#### Dérivées pour IBM S/390
- Slack/390 - Distribution américaine, portage sur l'architecture IBM S/390.

#### Dérivées pour PowerPC (Macintosh)
- Slackintosh - Distribution suisse, portage sur l'architecture PPC (PowerPC).

#### Dérivées pour SPARC
- Splack - Distribution américaine, portage sur l'architecture SPARC.

### Distribution textuelle
- Slackermedia (anglophone) est une documentation donnant toutes les informations nécessaires pour qu'un utilisateur puise créer un studio multimédia complet sur la base d'une Slackware. Inspiré par Linux From Scratch, c'est une « distro textuelle ».

### LiveCD
- 4Bak - canadien pour la récupération de contenu développé par Sylvie Migneault ; c'est l'ancien DDbackup.
- AliXe - Francisation et personnalisation de SlaX ; CD autonome canadien développé par une Montréalaise qui s'identifie avec l'alias « Alisou », mais qui sur le site du 4Bak reconnait être Sylvie Migneault elle-même ; le CD autonome vise à promouvoir Slackware et SlaX auprès des utilisateurs francophones.
- Arudius - utilisé pour tester la sécurité informatique, fondé sur Slackware et Zenwalk.
- Austrumi[24] - démarrant par défaut en LiveCD ; développé par Andreijs Meinerts et d'autres programmeurs de la région de Latgale en Lettonie.
- BackTrack - distribution suisse fondée sur Slackware et SlaX résultant de la fusion entre Auditor Security Linux et WHAX ; orientée sécurité. Basée sur Ubuntu depuis la version 4.
- College - distribution suisse qui allègue se fonder sur Debian, mais dont la gestion des paquets est en .tgz. Abandonnée[25].
- DNALinux - argentin fondé sur SlaX.
- eMoviX - italien orienté vers le multimédia. Voir MoviX.
- GoblinX - brésilien qui, installé sur un disque dur, converti les paquets .tgz de Slackware en modules .mo.
- KlaX - allemand clone de SlaX pour la présentation et la promotion de KDE.
- LiveCD Router - argentin destiné à l'exploitation de réseaux et connexions internet.
- LG3d live-cd - CD autonome de Sun visant à présenter le projet looking glass, basé sur Slax.
- MoviX - italien orienté vers la création de matériel multimédia.
- MoviX2 - italien orienté vers le multimédia (exécution).
- MutageniX - Suite de CD autonomes américains.
- Privare - canadien, c'est l'ancien eLearnix, avant FreeLoader Linux ; c'est pratiquement un cours Linux en forme de système opérationnel fondé sur Slackware.
- Puppy Linux - australien basé et compatible avec Slackware 12, léger, pouvant s'installer sur la plupart des médias connectables. Importantes équipes de contributeurs et logiciels spécifiques.
- Salix Live - basé sur Salix.
- SlAmpp - hollandais fondé sur SlaX mais avec les paquets de Slackware ; indiqué comme une solution simple pour des serveurs personnels.
- SlaX - tchèque fondé sur Slackware et KDE développé par Tomas Matejicek ; installé sur un disque dur ou une clé USB, il convertit les paquets .tgz de Slackware en modules .lzm.
- STuX - italien.
- Tereré - brésilien projeté pour les systèmes d'authentification de fournisseurs et de réseaux à la maison de type LAN.
- Wolvix - norvégien basé sur SlaX.
- ZenLive - français basé sur Zenwalk.

### Distributions et LiveCD non désactivés
- DDbackup - devenu 4Bak.
- Drinou - devenu P!tux.
- eLearnix - devenu Privare.
- FreeLoader Linux - devenu Privare.
- MiniSlack - devenu Zenwalk.
- WhaX - devenu iWhaX.

### Distributions et LiveCD semi désactivés
- Litrix Linux - distribution brésilienne qui continue à être active, mais qui à partir de sa version 3.0 a changé Slackware pour Gentoo comme base ; elle est développée par Vagner Rodrigues.

### Distributions et LiveCD désactivés
- BearOps Desktop - distribution canadienne, abandonnée en 2001.
- Buffalo - distribution américaine, abandonnée en 2005.
- Definity - distribution brésilienne développée par une entreprise à Curitiba, PR ; abandonnée en 2003.
- Evil Entity - distribution américaine orientée vers l'édition de multimédia ; abandonnée en 2004, on ne sait pas si son successeur annoncé, Arcano Linux, a été activé.
- gNox - LiveCD britannique dont la gestion en modules permettrait joindre des modules directement aux images .iso ; distribution abandonnée en 2005.
- NetwosiX - distribution italienne orientée vers la sécurité de réseaux ; abandonnée en 2006.
- SentiniX - distribution suédoise orientée vers la sécurité et à la monitoration de réseaux ; abandonnée en 2003.
- Ultima - LiveCD américain qui était développé par Martin Ultima, abandonné en 2005.

### Autres distributions et LiveCD à la philosophie slackée
- Aegean - distribution belge fondée sur Arch Linux.
- Arch Linux - distribution canadienne développée par Judd Vinet, inspirée de Crux Linux.
- Archie - LiveCD malaisien basée sur Arch Linux.
- Crux Linux - distribution suédoise par Per Lidén et autres, avec un système de Ports à la FreeBSD.
- DeLi Linux (en) - distribution allemande développée par Henry Jensen pour des équipements extrêmement anciens, avec le système de Ports à la FreeBSD de Crux Linux et qui encore le met à disposition sous mésure pour Slackware.
- Dragora GNU/Linux-libre - distribution entièrement libre recommandée par la Fondation pour le logiciel libre.
- GoboLinux - distribution brésilienne installable et simultanément LiveCD - selon ce qu'on digite - qui possède un arbre hiérarchique bien à elle.
- Frugalware - Distribution hongroise développée par Miklos Vajna.
- Underground Desktop - Distribution Linux italienne.